# Давидович, Александр Антонович
Александр Антонович Давидович (род. 29 апреля 1984, Городец, Шкловский район, Могилевская область, БССР) — белорусский[уточнить] и российский лыжник и биатлонист. Заслуженный мастер спорта России (11 марта 2014 года).
Вид спорта — лыжные гонки, биатлон среди лиц с поражением опорно-двигательного аппарата.
Ведомственная принадлежность: Всероссийское общество инвалидов. Специалист первой категории Центра спортивной подготовки высшего спортивного мастерства республики Башкортостан
Начал заниматься спортом в 2005 году.
В 2006 году получил звание мастера спорта международного класса России. Первый тренер — Анатолий Иванович Перепечкин, второй тренер — Гумеров, Амир Абубакирович. Член сборной с 2012 года.

## Спортивные достижения
- Участник X Зимних Паралимпийских игр в Ванкувере
- Призёр этапов Кубка Мира (2011, 2013)
- Бронзовый призёр Чемпионата России 2013

## Награды
- Медаль ордена «За заслуги перед Отечеством» I степени (17 марта 2014 года) — за большой вклад в развитие физической культуры и спорта, высокие спортивные достижения на XI Паралимпийских зимних играх 2014 года в городе Сочи[2]